# Préfectures de la république populaire de Chine
 (janvier 2021).
Si vous disposez d'ouvrages ou d'articles de référence ou si vous connaissez des sites web de qualité traitant du thème abordé ici, merci de compléter l'article en donnant les références utiles à sa vérifiabilité et en les liant à la section « Notes et références ».

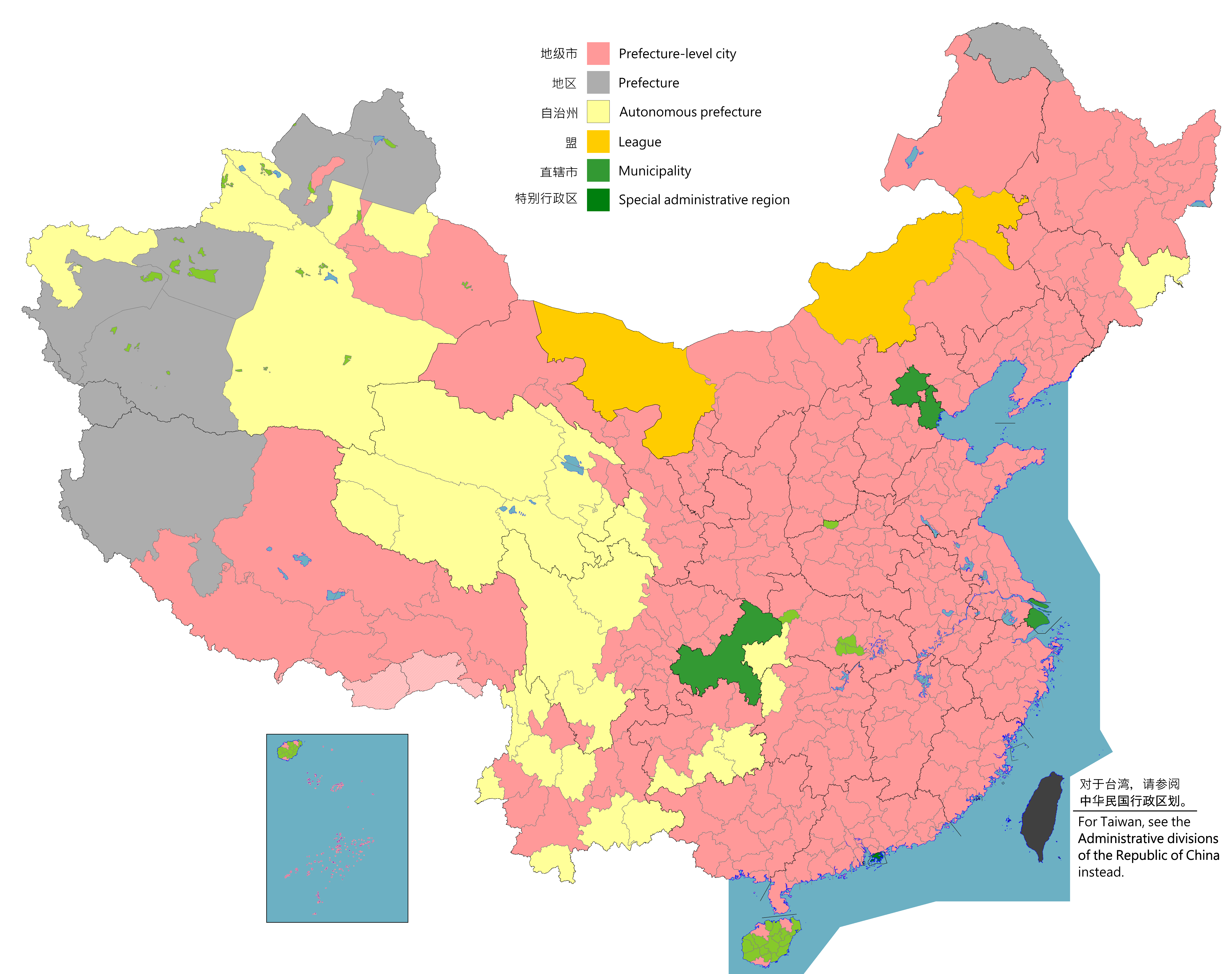
Une carte des préfectures de Chine (y compris les divisions au niveau des sous-préfectures)

Les préfectures sont utilisées pour définir plusieurs divisions administratives à la fois dans la Chine ancienne et moderne. Il existe 333 divisions de niveau préfectoral en république populaire de Chine. Parmi elles, on compte 17 préfectures et 283 villes-préfectures. Différentes des divisions provinciales, les divisions préfectorales ne sont pas mentionnées dans la constitution chinoise. Le dirigeant du gouvernement préfectoral a pour titre commissaire préfectoral (chinois: 行政公署专员; pinyin: xíngzhèng gōngshǔ zhūanyūan) et est nommé par le gouvernement provincial auquel la préfecture est rattachée.

## Types de divisions de niveau préfectoral
| Province            | SP* | PLC | AP | P | L |
| ------------------- | --- | --- | -- | - | - |
| Total national      | 18  | 278 | 29 | 8 | 3 |
| Beijing             | 0   | 0   | 0  | 0 | 0 |
| Tianjin             | 1   | 0   | 0  | 0 | 0 |
| Hebei               | 0   | 11  | 0  | 0 | 0 |
| Shanxi              | 0   | 11  | 0  | 0 | 0 |
| Mongolie-Intérieure | 0   | 9   | 0  | 0 | 3 |
| Liaoning            | 2   | 12  | 0  | 0 | 0 |
| Jilin               | 1   | 7   | 1  | 0 | 0 |
| Heilongjiang        | 1   | 11  | 0  | 1 | 0 |
| Shanghai            | 1   | 0   | 0  | 0 | 0 |
| Jiangsu             | 1   | 12  | 0  | 0 | 0 |
| Zhejiang            | 2   | 9   | 0  | 0 | 0 |
| Anhui               | 0   | 16  | 0  | 0 | 0 |
| Fujian              | 1   | 8   | 0  | 0 | 0 |
| Jiangxi             | 0   | 11  | 0  | 0 | 0 |
| Shandong            | 2   | 15  | 0  | 0 | 0 |
| Henan               | 0   | 17  | 0  | 0 | 0 |
| Hubei               | 1   | 11  | 1  | 0 | 0 |
| Hunan               | 0   | 13  | 1  | 0 | 0 |
| Guangdong           | 2   | 19  | 0  | 0 | 0 |
| Guangxi             | 0   | 14  | 0  | 0 | 0 |
| Hainan              | 0   | 4   | 0  | 0 | 0 |
| Chongqing           | 0   | 0   | 0  | 0 | 0 |
| Sichuan             | 1   | 17  | 3  | 0 | 0 |
| Guizhou             | 0   | 6   | 3  | 0 | 0 |
| Yunnan              | 0   | 8   | 8  | 0 | 0 |
| Tibet               | 0   | 5   | 0  | 2 | 0 |
| Shaanxi             | 1   | 9   | 0  | 0 | 0 |
| Gansu               | 0   | 12  | 2  | 0 | 0 |
| Qinghai             | 0   | 2   | 6  | 0 | 0 |
| Ningxia             | 0   | 5   | 0  | 0 | 0 |
| Xinjiang            | 1   | 4   | 4  | 5 | 0 |

### Préfecture
Les préfectures sous des divisions administratives de niveau provincial.
Le terme préfecture est développé à partir des anciens circuits, qui étaient un niveau situé entre les niveaux provincial et district durant la dynastie Qing. En 1928, le gouvernement de la république de Chine abolit le niveau circuit et les districts directement administrés au niveau provincial. Toutefois, cette réforme se révèle infaisable puisque certaines provinces possèdent des centaines de districts. Par conséquent, en 1932, les provinces sont à nouveau divisées en plusieurs préfectures et bureaux administratifs régionaux.
À un moment, les préfectures constituent le type de division de niveau préfectoral le plus commun. Aujourd'hui, elles ont été principalement transformées en ville-préfecture.

### Ville-préfecture
Les villes-préfectures (地级市 pinyin: dìjíshì) sont des municipalités qui ont le statut de préfecture et qui ont le droit d'administrer les districts alentour. En pratique, les villes-préfectures sont si étendues qu'elles ont à peu près la taille des autres préfectures et non pas de villes dans le sens traditionnel du terme.
Les villes-préfectures sont désormais la division administrative de niveau préfectoral le plus courant en Chine continentale.

### Ligue
Les ligues (chinois : 盟; pinyin: méng) sont les préfectures en Mongolie-Intérieure. Ce nom vient d'une ancienne unité administrative mongole utilisée durant la dynastie Qing en Mongolie. Pour devancer tout désir d'unité ou solidarité mongole, la dynastie Qing met en place des politiques dans les bannières mongoles (régions de niveau district) qui sont séparées les unes des autres. Les ligues ne possèdent pas réellement de dirigeant, elles possèdent des assemblées conventionnelles. Sous la république de Chine, les ligues ont un statut équivalent aux provinces. Les ligues contiennent des bannières, équivalentes aux districts.
Après la formation de la Région autonome de Mongolie-Intérieur au niveau provincial en 1947, les ligues mongoles deviennent l'équivalent des préfectures des autres provinces et régions autonomes. Les gouvernements des ligues (Chinois : 行政公署; pinyin: xíngzhènggōngshǔ) deviennent des branches du gouvernement populaire de la région autonome de Mongolie-Intérieure. Le dirigeant du gouvernement d'une ligue, qui porte le titre de dirigeant de ligue (Chinois: 盟长; pinyin: méngzhǎng), est nommé par le gouvernement populaire de la région autonome de Mongolie-Intérieure. Il en est également aussi pour les députés des ligues. Au lieu de posséder un congrès populaire au niveau local, une ligue fonctionne avec des commissions au sein du Comité du congrès populaire de la région autonome, qui sont détachées et supervisent le gouvernement de la ligue, sans toutefois avoir le pouvoir d'élire ou démettre les fonctionnaires  du gouvernement de la ligue.
De la même manière que les préfectures, la plupart des ligues sont remplacées par des villes-préfectures. Il ne reste plus que trois ligues dans la Mongolie-Intérieure.

### Préfecture autonome
Les préfectures autonomes (自治州 pinyin: zìzhìzhōu) possèdent dans leur population plus de 50 % de personnes issues de groupes ethniques ou sont historiquement peuplées par des groupes ethniques significatifs. Les préfectures autonomes sont principalement dominées au niveau de la population par les Chinois Han. Le nom officiel d'une préfecture autonome inclut le groupe ethnique dominant dans cette région. Il peut parfois y avoir deux, voire plus rarement, trois groupes. Par exemple, une préfecture Kazakh (Kazak dans le système officiel de nommage) peut s'appeler Kazak Zizhizhou.
Comme toutes les autres divisions de niveau préfecture, les préfectures autonomes sont divisées en divisions de niveau district. Il existe une exception : la préfecture autonome kazakhe d'Ili possède deux préfectures dans son organisation.
Selon la Constitution de la république populaire de Chine, les préfectures autonomes ne peuvent pas être abolies.

### Zone de développement
Les zones de développement (开发区 pinyin: kāifāqū) sont des divisions qui possèdent temporairement du statut de préfecture. Chongqing a été une zone de développement avant de devenir une municipalité, et deux zones de développement ont été créées autour de Chongqing juste après son passage en municipalité. Ces divisions sont temporaires et ne sont pas amenées à exister de façon pérenne.

## Statut légal
La constitution de la république populaire de Chine ne ratifie aucune division administrative de niveau préfectoral, à l'exception des préfectures autonomes. Les préfectures et les ligues ne sont pas explicitement mentionnées. Les provinces doivent être divisées directement en xians.
La constitution ne ratifie pas non plus l'existence des villes-préfectures; mais elle précise que les "villes relativement grandes" (较大的市) sont divisées en xians et districts. Toutefois, seulement 49 villes-préfectures ont été désignées comme relativement grandes. De ce fait, la plus grande majorité des villes-préfectures ne possèdent pas de base constitutionnelle pour administrer des districts et des xians.
La conversion en masse de préfectures en villes-préfectures a eu pour conséquence le phénomène de "villes contenant des villes" — les villes de niveau préfectoral contenant des villes de niveau xian. Il n'existe aucune base légal pour cela, pas même pour les 49 villes relativement grandes. De ce fait, les villes de niveau xian n'appartiennent pas techniquement à la ville-préfecture, mais sont gouvernées au nom de la province par la ville-préfecture.

## Ancien sens
Dans l'histoire des divisions administratives de la Chine, le mot préfecture a été appliqué à deux types de divisions bien différentes : les xian et les zhou. En général, le mot préfecture est appliqué aux xians pour la période avant les dynasties Sui et Tang. Après cette période, les xians sont appelés districts, alors que les préfectures sont nommées zhou.

### Xian
Les Xians (县/縣) ont pour la première fois été établis durant la période des Royaumes combattants, et ont depuis toujours existé. Aujourd'hui encore ils constituent une partie importante des divisions administration en Chine.
Les Xian ont été traduits par plusieurs termes occidentaux. Dans le contexte historique ancien, les termes de district et préfecture sont généralement utilisés, alors que pour le contexte contemporain le terme comté est plutôt utilisé.

### Zhou
Les Zhou (州) ont été créés pour la première fois durant la dynastie Han et ont été abolis uniquement par la république de Chine.
Zhou est généralement traduit par préfecture ou région pour les périodes antérieures à la dynastie Sui, et par préfecture pour les périodes suivantes.
La république populaire de Chine a remis au goût du jour le terme de zhou dans la dénomination "zizhizhou" (自治州), qui est traduite par préfecture autonome.